# Telipogon andicola
Telipogon andicola är en orkidéart som beskrevs av Heinrich Gustav Reichenbach. Telipogon andicola ingår i släktet Telipogon och familjen orkidéer. Inga underarter finns listade i Catalogue of Life.